# فلوت سحرآمیز (فیلم ۲۰۰۶)
فلوت سحرآمیز (انگلیسی: The Magic Flute) فیلمی در ژانر موزیکال به کارگردانی کنت برانا است که در سال ۲۰۰۶ منتشر شد.